# Läby landskommun
Läby landskommun var en tidigare kommun i Uppsala län.

## Administrativ historik
Kommunen inrättades i Läby socken i Ulleråkers härad i Uppland när 1862 års kommunalförordningar trädde i kraft 1863.
Vid kommunreformen 1952 gick den upp i Norra Hagunda landskommun, som 1971 uppgick i Uppsala kommun. 

## Kommunvapen
Blasonering: I grönt fält en bjälke av silver belagd med en svart vase.
Vapnet antogs 1951 och användes alltså bara ett år.